# Vjedi
Vjedi (ili vede, vjedje; stsl. vĕdĕ) je naziv za slovo glagoljice i stare ćirilice. 
Koristilo se za zapis glasa /v/, te u glagoljici i ćirilici kao broj 3. Slovo sliči latiničnom V.
Standard Unicode i HTML ovako predstavljaju slovo vjedi u glagoljici:
|                    | Unikod | Unikod                         | HTML     | HTML | izgled ovisi o pregledniku | poveznice (engl.)                |
| k. točka           | naziv  | kod                            | entitet  |      | izgled ovisi o pregledniku | poveznice (engl.)                |
| ------------------ | ------ | ------------------------------ | -------- | ---- | -------------------------- | -------------------------------- |
| veliko slovo vjedi | U+2C02 | GLAGOLITIC CAPITAL LETTER VEDE | &#x2C02; | nema | Ⰲ                          | detaljni podaci test preglednika |
| malo slovo vjedi   | U+2C32 | GLAGOLITIC SMALL LETTER VEDE   | &#x2C32; | nema | ⰲ                          | detaljni podaci test preglednika |

## Napomene
1. ↑  Nazivi glagoljskih slova izvorno su na staroslavenskome, koji ima neke glasove kojih u hrvatskome nema. Prilagodba originalnih naziva na hrvatski nije jednoznačna. Nazivi ovdje su prema tablici u Hrvatskoj općoj enciklopediji, svezak 4, »Glagoljica«, s tim da se nazalni glasovi ę i ǫ, koji se u enciklopediji bilježe kao en i on, zamjenjuju s e i u, što su najčešći odrazi tih glasova u hrvatskom (stsl. imę, rǫka prema hrv. ime, ruka). To donekle odstupa od uvriježenih naziva u dijelu literature.

## Vanjske poveznice
- Definicija glagoljice u standardu Unicode (PDF) (eng.)
- Stranica R. M. Cleminsona, s koje se može instalirati font Dilyana koji sadrži glagoljicu po standardu Unicode  Arhivirana inačica izvorne stranice od 29. listopada 2005. (Wayback Machine) (eng.)